# Editorial Siloé
Editorial Siloé es una editorial española con sede en Burgos. Fue fundada en 1997 con el compromiso de avivar la memoria de los códices, libros y documentos más significativos del pasado cultural del hombre. Centra su actividad en el campo del arte y de la alta bibliofilia, mediante la realización de ediciones facsimilares artesanales.

## Manuscrito Voynich
En diciembre de 2015, la editorial fue elegida a nivel internacional por la universidad de Yale para hacer una edición facsimilar del manuscrito Voynich. El 3 de noviembre de 2017 anunció la culminación de la única réplica íntegra del códice, siendo su presentación pública el día 10 del mismo mes.  La gran calidad de esta edición hizo que la propia universidad de Yale, depositaria del códice original, adquiririese uno de los facsímiles para su exhibición y préstamo públicos.
El 29 de mayo de 2018, Siloé recibió el primer Premio Nacional de Edición del Ministerio de Cultura concedido por el facsímil del Manuscrito Voynich.

## Premios
Los premios y reconocimientos de la editorial son diversos. La lista de premios nacionales vinculados a la edición suma un total de dieciséis.